# China (Maine)
China – miasto w Stanach Zjednoczonych, w stanie Maine, w hrabstwie Kennebec.